# BIGOT
BIGOT – dawna lista osób posiadających poświadczenie bezpieczeństwa i personelu znającego szczegóły danej operacji, lub inne informacje poufne.

## Etymologia
Istnieją dwa różne pochodzenia słowa BIGOT:
Pierwsze tłumaczy BIGOT jako odwrócenie słowa kodowego „TO GIB”, oznaczającego „do Gibraltaru”.  „TO GIB” było stemplowane na rozkazach personelu wojskowego i wywiadu podróżujących z Wielkiej Brytanii do Afryki Północnej w czasie przygotowań do walk w Północnej Afryce w listopadzie 1942. Większość personelu podróżowała niebezpieczną drogą morską, patrolowaną przez niemieckie U-boty, jednak pewne osoby, których udział w kampanii miał istotne znaczenie, były klasyfikowane jako „TOGIB” i latały do Afryki bezpieczniejszą drogą przez Gibraltar.
Niektóre źródła podają, że BIGOT to akronim „British Invasion of German Occupied Territory”. Możliwe jest, że został zaproponowany przez Winstona Churchilla jako odwrotność akronimu istniejącego już „To Gibraltar”.
Lista personelu upoważnionego do znajomości szczegółów operacji Overlord to BIGOT list, a osoby na niej to „Bigots”. Szczegóły planu inwazji były dużą tajemnicą, przestrzeganie listy było ściśle egzekwowane. Doradca wojskowy George Elsey opowiada w swoich wspomnieniach o tym, jak młody oficer odprawił z kwitkiem Króla George'a VI w centrum wywiadu na USS "Ancon", bo, jak wyjaśnił przełożonemu „...nikt nie powiedział mi, że on jest Bigot”.
Chociaż termin jest pochodzenia brytyjskiego jest powszechnie stosowany w amerykańskich agencjach wywiadowczych.